# Helsinki-86
La CTAG (dal lettone Cilvēktiesību aizstāvības grupa, Gruppo di difesa dei diritti umani) Helsinki-86 fu fondata nel luglio 1986 nella città portuale lettone di Liepāja da tre operai: Linards Grantiņš, Raimonds Bitenieks e Mārtiņš Bariss. Il suo nome fa riferimento agli accordi di Helsinki e all'anno della sua fondazione. Helsinki-86 fu la prima organizzazione apertamente anti-comunista, e la prima organizzazione apertamente in opposizione al regime in Unione Sovietica, facendo da esempio per altri movimenti indipendentisti delle minoranze etniche.
A Riga, il 23 dicembre 1986, nelle prime ore del mattino dopo un concerto rock, circa trecento giovani lavoratori lettoni si riunirono nella Piazza della Cattedrale di Riga e marciarono verso il viale Lenin gridando al Monumento alla Libertà: "Russia sovietica fuori! Lettonia Libera!". Forze di sicurezza si confrontarono coi manifestanti e diversi veicoli della polizia furono rovesciati.

## Ruolo nella Rivoluzione cantata
Helsinki-86 giocò un ruolo fondamentale nelle prime fasi della Rivoluzione cantata in Lettonia, che portò la nazione a riconquistare l'indipendenza dall'Unione Sovietica.
All'inizio del 1988, Helsinki-86 contava circa venti membri; oltre ai fondatori, si distinguevano Rolands Silaraups, Konstantins Pupurs, Juris Vidiņš, Juris Ziemelis, Alfreds Zariņš, Heino Lāma, and Edmunds Cirvelis. Entro la metà dello stesso anno, alcuni di essi furono espulsi dal Paese dalle autorità sovietiche.
Il 14 giugno 1987 il gruppo organizzò la prima dimostrazione pacifica anti-comunista deponendo fiori ai piedi del Monumento alla Libertà a Riga. L'evento segnò l'aperta rinascita del sentimento nazionale lettone.
Il 23 agosto 1987 fu organizzata una dimostrazione commemorativa del Patto Ribbentrop-Molotov, che aveva portato, fra l'altro, all'occupazione sovietica della Lettonia nel 1940, durante la presidenza di Kārlis Ulmanis; il 18 novembre, il giorno dell'indipendenza lettone fu celebrato per la prima volta dal 1940.
Il 25 marzo 1988 il gruppo invitò la popolazione a riunirsi presso il Monumento alla Libertà per commemorare le vittime dell'occupazione sovietica. Da quel giorno, fu evidente il passaggio di consegne da Helsinki-86 all'ala moderata del Partito Comunista ed altre figure di rilievo nazionale, che invitarono i presenti a radunarsi in massa al Cimitero Militare della capitale.
Il 14 giugno 1988, per la prima volta dall'occupazione sovietica, Helsinki-86 fece sfilare apertamente la bandiera lettone per le strade di Riga.

## Dopo l'indipendenza
Un partito politico ispirato a Helsinki-86 si costituì nel 1998; tuttavia, non ottenne alcun seggio al Parlamento nelle elezioni tenutesi lo stesso anno, né alle elezioni municipali del 2001.